# Santa María de la Victoria (título cardenalicio)
El título de Cardenal de Santa María de la Victoria fue erigido por el Papa Pío VII el 23 de diciembre de 1801 para reemplazar al de San Mateo en Vía Merulana, cuya iglesia se estaba derrumbando.

## Titulares
- Michelangelo Luchi, O.S.B. (1801-1802)
- Joseph Fesch (1803- 1839)
- Ferdinando Maria Pignatelli, C.R. (1839-1853)
- Adriano Fieschi (1853-1858)
- Joseph Othmar von Rauscher (1858-1875)
- Godefroy Brossais-Saint-Marc (1876-1878)
- Louis-Édouard-François-Désiré Pie (1879-1880)
- Ludovico Jacobini (1880-1887)
- Elzéar-Alexandre Taschereau (1887-1898)
- Giovanni Battista Casali del Drago (1899-1908)
- François-Marie-Anatole de Rovérié de Cabrières (1911-1921)
- Alexis-Armand Charost (1922-1930)
- Angelo Maria Dolci (1933-1936)
- Federico Tedeschini (1936-1951)
- Giuseppe Siri (1953-1989)
- Giuseppe Caprio (1990-2005)
- Sean Patrick O'Malley, O.F.M. Cap. (2006-)